# Lars Simonsen
Lars Simonsen (* 19. September 1963 in Odense) ist ein dänischer Film- und Theaterschauspieler.

## Leben und Wirken
Simonsen wurde als Sohn des Regisseurs Niels Møller Simonsen und Marianne Ove in Odense geboren. Er debütierte in der Rolle des Teenagers Erik in Twist and Shout – Rock'n'Roll und erste Liebe im Jahr 1984 und wurde 1985 für seine schauspielerischen Leistungen mit dem Robert-Preis ausgezeichnet. Von 1986 bis 1990 studierte Simonsen Schauspiel an der Schauspielschule des Aarhus Theater. Während der Ausbildung spielte er in dem oscarprämierten Film Pelle, der Eroberer die Rolle Niels Køller. Neben seinen Erscheinen in Kinoproduktionen trat Simonsen auch in Fernsehproduktionen, wie von 1995 bis 1996 in der dänischen Dramaserie Landsbyen und von 2011 bis 2013 in der dänisch-deutsch-schwedischen Produktion Die Brücke – Transit in den Tod, auf.
Außerdem trat Simonsen als Theaterschauspieler auf den Bühnen des Betty Nansen Theater, des Gladsaxe Theater und des Rialto Theater auf, seit 2001 ist er Ensemblemitglied des Odense Theaters.

## Filmografie (Auswahl)
- 1984: Twist and Shout – Rock'n'Roll (Tro, håb og kærlighed)
- 1985: Jane Horney (Fernsehserie, sechs Folgen)
- 1987: Pelle, der Eroberer (Pelle Erobreren)
- 1991: Der Feind im Inneren (De nøgne træer)
- 1992: Mørklægning (Fernsehserie, eine Folge)
- 1994–1995: Landsbyen (Fernsehserie, sieben Folgen)
- 1996: Keine Angst vorm Fliegen (Tøsepiger)
- 1997: Barbara
- 1999: Manden som ikke ville dø
- 2001: Skjulte spor (Fernsehserie, eine Folge)
- 2005: Rufmord (Dommeren)
- 2007: Kommissarin Lund – Das Verbrechen (Forbrydelsen, Fernsehserie, zwei Folgen)
- 2009: Protectors – Auf Leben und Tod (Livvagterne, Fernsehserie, zwei Folgen)
- 2009: Mille (Fernsehserie, sechs Folgen)
- 2009: Bruderschaft (Broderskab)
- 2009–2010: Kleine Morde unter Nachbarn (Lærkevej, Fernsehserie, acht Folgen)
- 2011–2013: Die Brücke – Transit in den Tod (Broen, Fernsehserie, 15 Folgen)
- 2014: Kødkataloget (Fernsehserie, sechs Folgen)
- 2016: Follow the Money (Fernsehserie, acht Folgen)
- 2018–2019: The Rain (Fernsehserie, fünf Folgen)
- 2020: Wenn die Stille einkehrt (Når støvet har lagt sig, Fernsehserie, zwei Folgen)

## Theatrografie (Auswahl)
- 1993: Cyrano am Gladsaxe Theater
- 1994: A Doll's House am Betty Nansen Theater
- 1998: Jeanne d’Arc am Gladsaxe Theater
- 2001: Snart kommer tiden am Odense Theater
- 2004: Seks til erotik am Odense Theater
- 2007: Der Zauberer von Oz am Odense Theater
- 2009: Skatteøen am Odense Theater
- 2013: Die drei Musketiere am Odense Theater
- 2015: Dogville am Odense Theater
- 2019: Leonora Christina am Odense Theater

## Auszeichnungen (Auswahl)
Robert-Filmpreis 1985
- Preisträger in der Kategorie Bester Hauptdarsteller für Twist and Shout – Rock'n'Roll

Robert-Filmpreis 1998
- Preisträger in der Kategorie Bester Hauptdarsteller für Barbara

European Shooting Star 1998